# Опиумный закон
Опиумный закон (нидерл. Opiumwet) — нидерландский законодательный акт, основной документ, определяющий правила работы с наркотическими средствами и ответственность за нарушения. Документ был подписан королевой Нидерландов Вильгельминой в 1928 году, впоследствии неоднократно изменялся и дополнялся.
Опиумный закон включает в себя список веществ, которые «…запрещены к изготовлению, продаже, ввозу в Нидерланды и вывозу из них, распространению, обладанию… кроме как в медицинских и исследовательских целях». В списке находятся практически все известные наркотики.
Это произошло из-за принятого в конце 1960-х в рамках этого закона подзаконного акта «Директивы по методам расследования и пресечения наказуемых деяний, описанных в Опиумном законе».
Эти директивы не легализуют каких бы то ни было наркотиков, но указывают границу между «запрещённым и наказуемым» и «запрещённым, но ненаказуемым».
Также документ детально определяет правила работы кофешопов. Отдельная статья директив посвящена теме выращивания конопли. Безнаказанно можно иметь в своём распоряжении пять растений.